# Gare de Bruxelles-Ouest
La gare de Bruxelles-Ouest (néerlandais : station Brussel-West), plus communément appelée Gare de l'Ouest, est une gare ferroviaire belge de la ligne 28, de Schaerbeek à Bruxelles-Midi, située sur le territoire de la commune de Molenbeek-Saint-Jean, près d'Anderlecht, dans la région de Bruxelles-Capitale. Elle est intégrée dans le pôle multimodal de la gare de l'Ouest qui est desservi par le métro de Bruxelles, le tramway de Bruxelles et des lignes de bus.
Elle est mise en service en 1872 par l'administration des chemins de fer de l'État belge. C'est un point d'arrêt non géré de la Société nationale des chemins de fer belges (SNCB), desservi par des trains Suburbains (S).

## Situation ferroviaire
Établie à 40 m d'altitude, la gare de Bruxelles-Ouest est située au point kilométrique (PK) 4,413 de la ligne 28(1), de Y Laeken à Bruxelles-Midi, entre les gares ouvertes de Simonis et de Bruxelles-Midi.

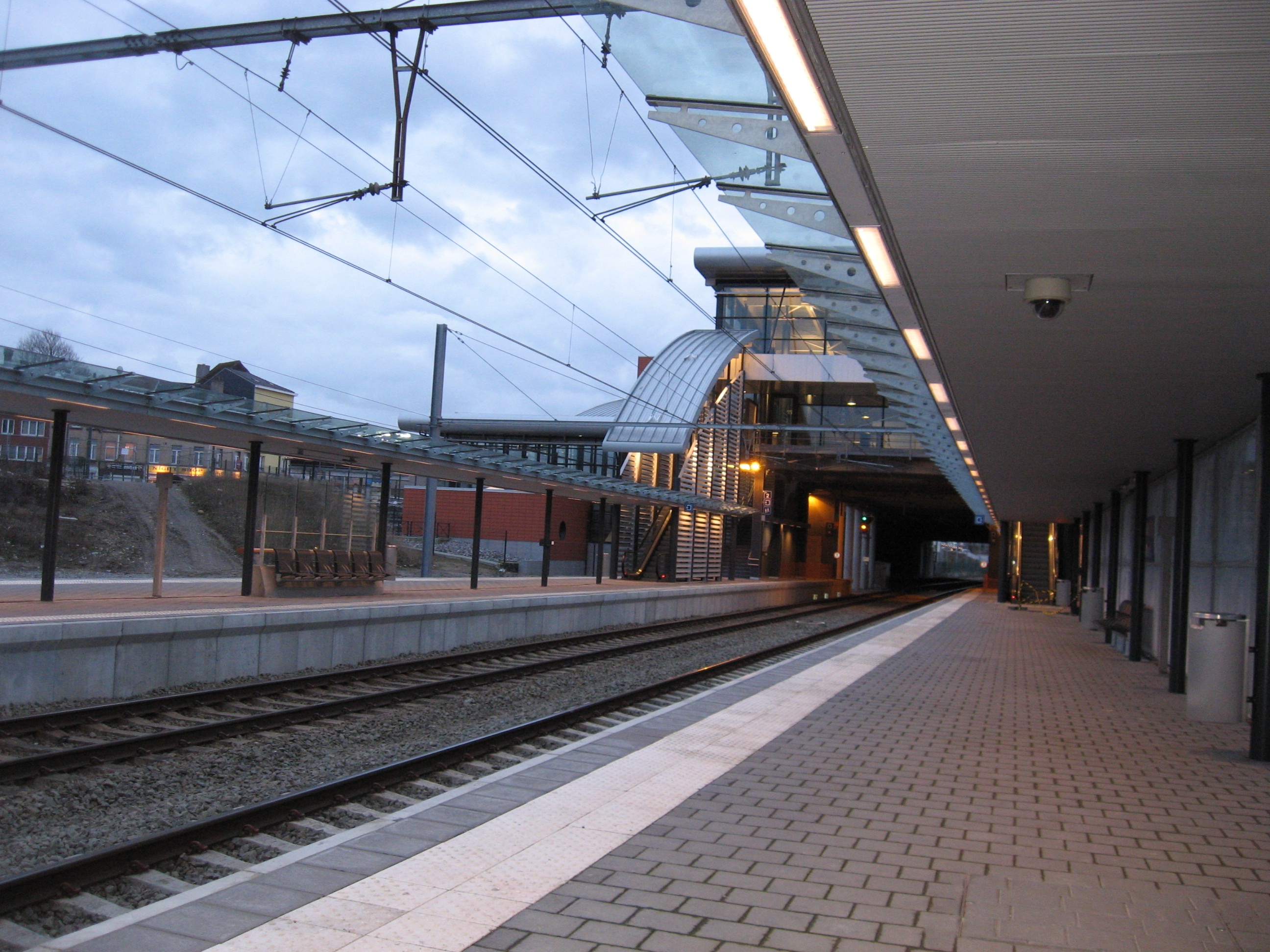
Intérieur de la gare.

## Histoire
La station de Bruxelles-Ouest est mise en service le 25 décembre 1872 par l'administration des chemins de fer de l'État belge.
En 1883, le groupe Delhaize s'installe à Molenbeek où ils disposent alors à la gare de l'Ouest d'un quai spécial pouvant accueillir la rotation de 550 wagons de marchandises par semaine.
La gare est fermée au trafic des voyageurs le 3 juin 1984.
Le dimanche 13 décembre 2009, la SNCB réactive la desserte de la gare en mettant en service un point d'arrêt dans le cadre du Réseau express régional bruxellois.

## Service des voyageurs

### Accueil
Halte SNCB, c'est un point d'arrêt non géré (PANG) à accès libre. Des aménagements et équipements sont à la disposition des personnes à mobilité réduite, notamment des ascenseurs doublent les escalators pour l'accès aux quais.

### Desserte
En semaine, les week-ends et les jours fériés, Bruxelles-Ouest est desservie toutes les heures par des trains S10 reliant Termonde à Bruxelles-Midi, qui continuent ensuite vers Alost (voir brochure SNCB de la ligne 28). Ces trains décrivent une boucle autour de Bruxelles selon l'itinéraire Termonde – Jette – Bruxelles-Ouest - Bruxelles-Midi – Bruxelles-Nord – Jette – Alost ou vice-versa. Pour éviter de passer deux fois à Jette sous le même numéro de train, ils changent de numéro en gare de Bruxelles-Midi.

### Intermodalité
La gare est intégrée dans le pôle multimodal appelé Gare de l'Ouest qui est également desservi par : le métro de Bruxelles (lignes 1, 2, 5 et 6) ; le Tramway de Bruxelles (ligne 82) ; des Autobus de Bruxelles (ligne 86) et des bus De Lijn (lignes 126, 127, 128, R29 et 620).

## Comptage voyageurs
Ce graphique et tableau montre le nombre de voyageurs embarquant en moyenne durant la semaine, le samedi et le dimanche.
| Nombre de passagers qui embarquent à la gare de Bruxelles-Ouest | Nombre de passagers qui embarquent à la gare de Bruxelles-Ouest | Nombre de passagers qui embarquent à la gare de Bruxelles-Ouest | Nombre de passagers qui embarquent à la gare de Bruxelles-Ouest |
|                                                                 | Semaine                                                         | Samedi                                                          | Dimanche                                                        |
| --------------------------------------------------------------- | --------------------------------------------------------------- | --------------------------------------------------------------- | --------------------------------------------------------------- |
| 1977                                                            | 134                                                             | -                                                               | -                                                               |
| 1978                                                            | 141                                                             | -                                                               | -                                                               |
| 1979                                                            | 78                                                              | -                                                               | -                                                               |
| 1980                                                            | 31                                                              | -                                                               | -                                                               |
| 1981                                                            | 33                                                              | -                                                               | -                                                               |
| 1982                                                            | 35                                                              | -                                                               | -                                                               |
| 1983                                                            | 15                                                              | -                                                               | -                                                               |
| 1984                                                            |                                                                 | -                                                               | -                                                               |
| 1985                                                            |                                                                 | -                                                               | -                                                               |
| 1986                                                            | -                                                               | -                                                               | -                                                               |
| 1987                                                            | -                                                               | -                                                               | -                                                               |
| 1988                                                            | -                                                               | -                                                               | -                                                               |
| 1989                                                            | -                                                               | -                                                               | -                                                               |
| 1990                                                            | -                                                               | -                                                               | -                                                               |
| 1991                                                            | -                                                               | -                                                               | -                                                               |
| 1992                                                            | -                                                               | -                                                               | -                                                               |
| 1993                                                            | -                                                               | -                                                               | -                                                               |
| 1994                                                            | -                                                               | -                                                               | -                                                               |
| 1995                                                            | -                                                               | -                                                               | -                                                               |
| 1996                                                            | -                                                               | -                                                               | -                                                               |
| 1997                                                            | -                                                               | -                                                               | -                                                               |
| 1998                                                            | -                                                               | -                                                               | -                                                               |
| 1999                                                            | -                                                               | -                                                               | -                                                               |
| 2000                                                            | -                                                               | -                                                               | -                                                               |
| 2001                                                            | -                                                               | -                                                               | -                                                               |
| 2002                                                            | -                                                               | -                                                               | -                                                               |
| 2003                                                            | -                                                               | -                                                               | -                                                               |
| 2004                                                            | -                                                               | -                                                               | -                                                               |
| 2005                                                            | -                                                               | -                                                               | -                                                               |
| 2006                                                            | -                                                               | -                                                               | -                                                               |
| 2007                                                            | -                                                               | -                                                               | -                                                               |
| 2008                                                            | -                                                               | -                                                               | -                                                               |
| 2009                                                            | -                                                               | -                                                               | -                                                               |
| 2010                                                            | -                                                               | -                                                               | -                                                               |
| 2011                                                            | -                                                               | -                                                               | -                                                               |
| 2012                                                            | 88                                                              | -                                                               | -                                                               |
| 2013                                                            | 91                                                              | -                                                               | -                                                               |
| 2014                                                            | 64                                                              | -                                                               | -                                                               |
| 2015                                                            | 78                                                              | 28                                                              | 28                                                              |
| 2016                                                            | 69                                                              | 25                                                              | 20                                                              |
| 2017                                                            | 91                                                              | 88                                                              | 53                                                              |
| 2018                                                            | 119                                                             | 47                                                              | 26                                                              |
| 2019                                                            | 127                                                             | 51                                                              | 33                                                              |
| 2020                                                            | 132                                                             | 53                                                              | 45                                                              |
| 2021                                                            | -                                                               | -                                                               | -                                                               |
| 2022                                                            | 247                                                             | 105                                                             | 100                                                             |
| 2023                                                            | 219                                                             | 78                                                              | 69                                                              |
| 2024                                                            | 216                                                             | 106                                                             | 81                                                              |

## Lieu remarquable à proximité
- La mosquée al Khalil, la plus grande du pays.

## Galerie de photos

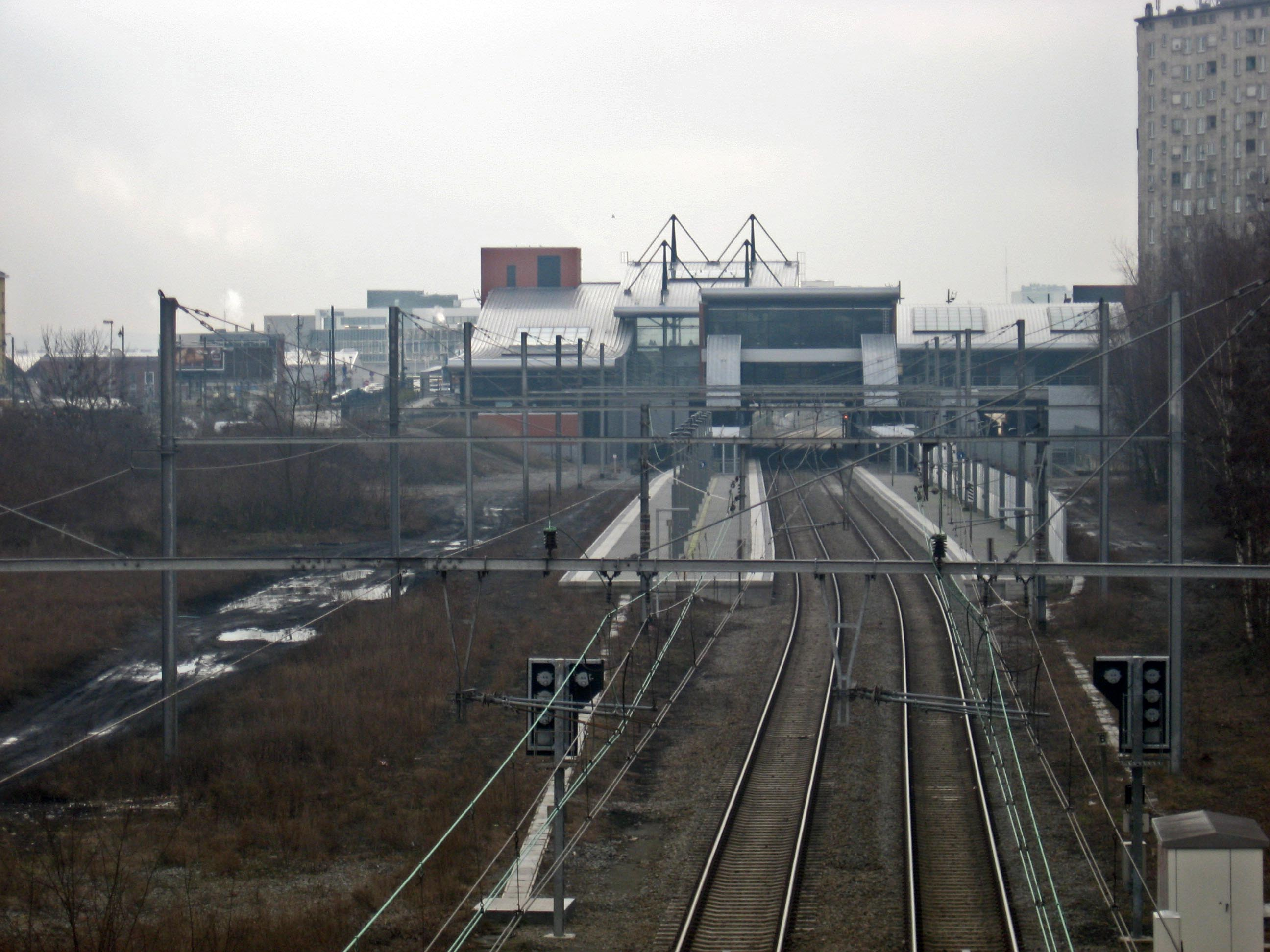
Situation ferroviaire.
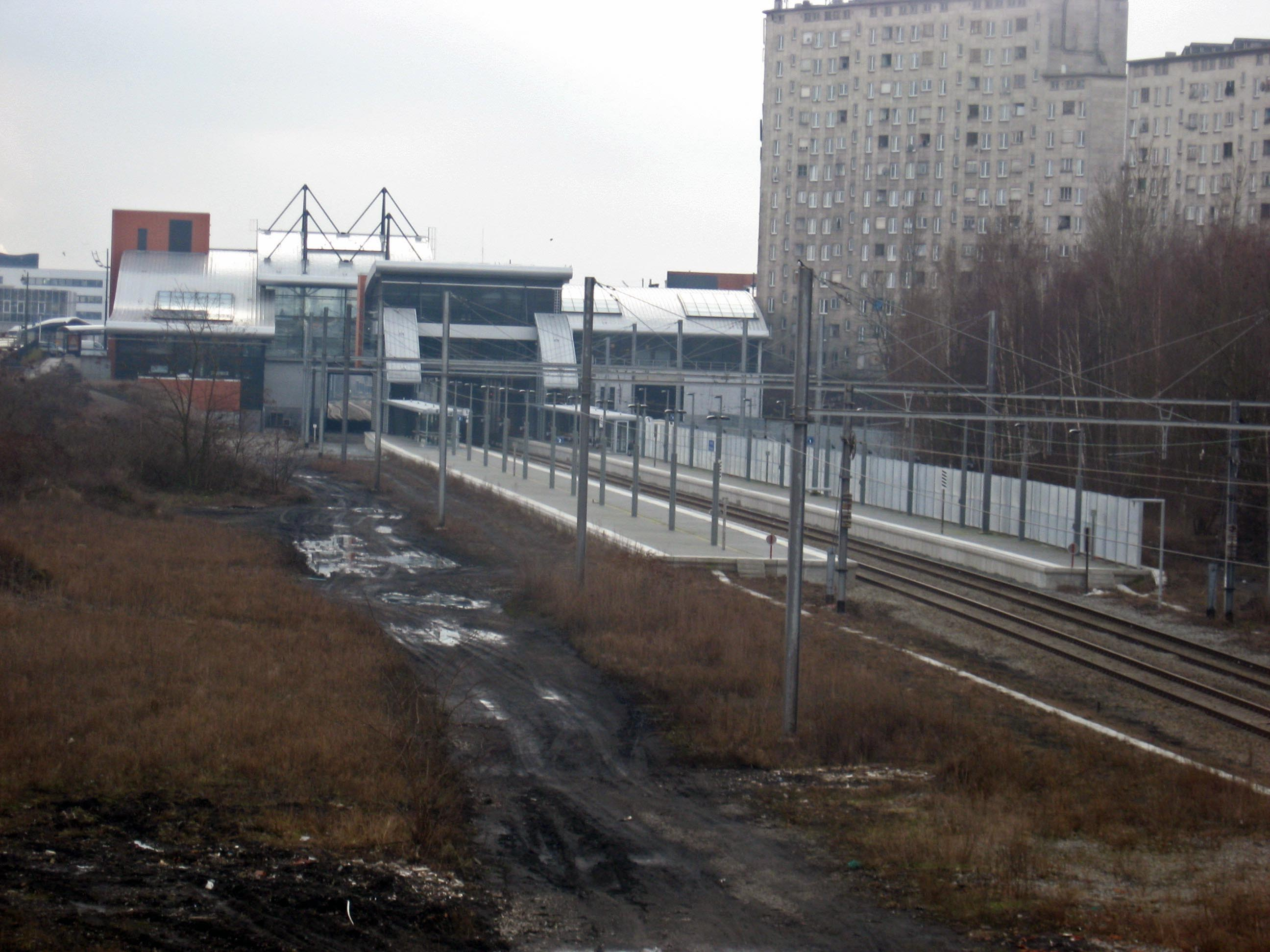
Vue d'ensemble.
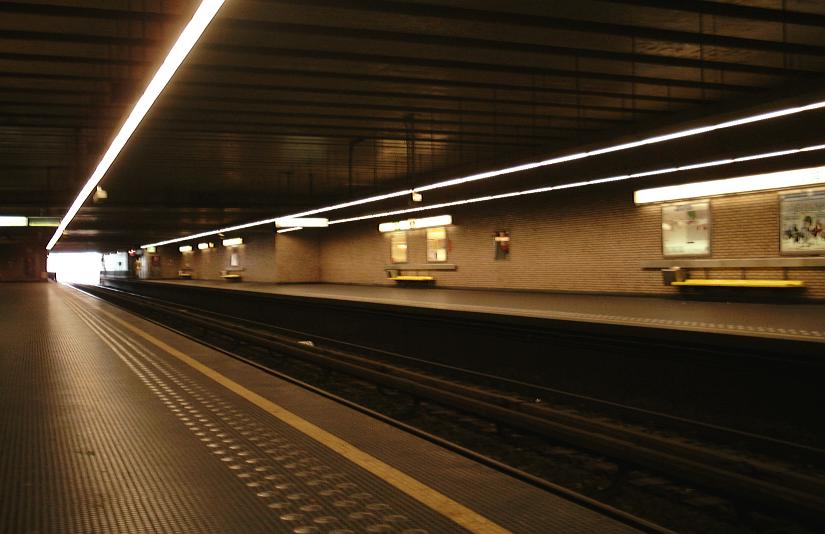
La station du métro avant la rénovation de 2009.
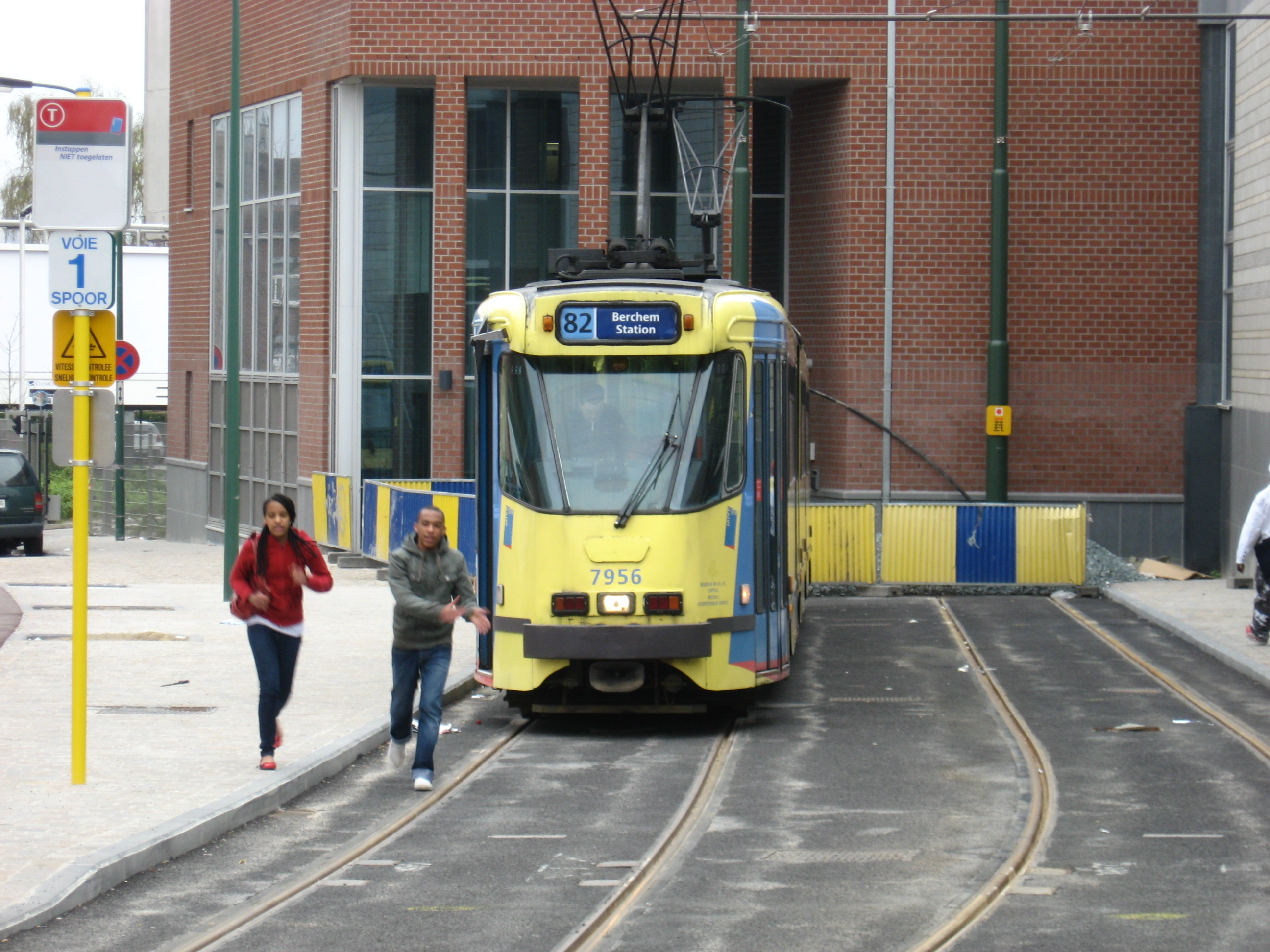
Le Tramway.
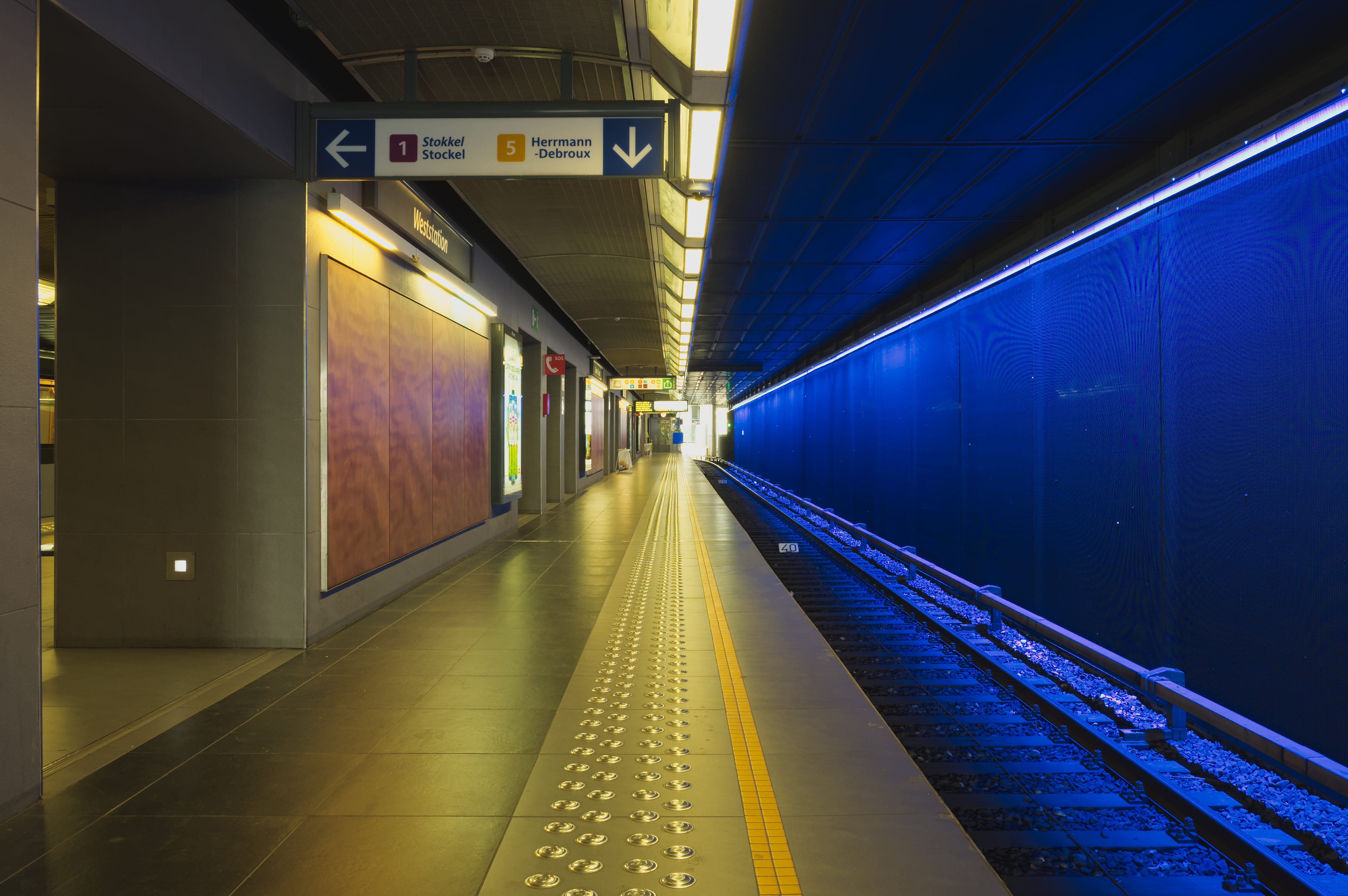
La station de métro en 2018.